# Vittorio Prodi
Vittorio Prodi (Reggio Emilia, 19 maggio 1937 – Bologna, 30 luglio 2023) è stato un politico e fisico italiano.

## Biografia
Fratello dell'economista e politico Romano Prodi, dello storico Paolo Prodi, del fisico Franco Prodi, del matematico Giovanni Prodi e dell'oncologo e scrittore Giorgio Prodi, dopo essersi laureato in fisica presso l'Università di Bologna nel 1959 fu professore associato presso il dipartimento di fisica dell'Università di Bologna e ricercatore in diversi istituti nazionali e internazionali. Fu autore di numerose pubblicazioni (prevalentemente nell'ambito della geofisica) e di 5 brevetti internazionali. È stato presidente dell'Azione Cattolica di Bologna dal 1986 al 1992.
Iniziò a dedicarsi alla politica attiva verso la fine del 1992, in vista del referendum sulla legge elettorale diretto ad introdurre il sistema maggioritario. Fu presidente della provincia di Bologna (dal 1995 al 2004), espressione della Margherita, eletto con oltre il 60% dei voti.
Fu deputato del Parlamento europeo, eletto nel 2004, per la lista di Uniti nell'Ulivo nella circoscrizione nord-est, ricevendo 123.000 preferenze. Fu iscritto al gruppo parlamentare dell'ALDE.
Alle elezioni europee del 2009 venne rieletto parlamentare europeo nella circoscrizione Italia nord-orientale tra le file del Partito Democratico, collocandosi nel gruppo dell'Alleanza Progressista dei Socialisti e dei Democratici (S&D) pur restando membro del PDE anziché del PSE.
Fu membro della Commissione parlamentare per l'ambiente, la sanità pubblica e la sicurezza alimentare (ENVI) dal 2004 al 2012 e della Commissione Industria, ricerca ed energia (ITRE) del 2012 al 2014. Fece parte della Sottocommissione sui diritti umani dal 2009 al 2012 e delle delegazioni per i rapporti con i paesi del Mercosur (2009-2011) e con gli Stati Uniti (2011-2014). Dal 2008 al 2009 fu presidente della delegazione per le relazioni con il Sudafrica.